# Polska Partia Ludowa (Czechosłowacja)
Polska Partia Ludowa (czes. Polska strana lidova) – partia polityczna reprezentująca interesy zamieszkałych w Czechosłowacji Polaków powstała w 1937.
Została powołana do życia na zjeździe 10 października 1937 w wyniku połączenia Polskiego Stronnictwa Ludowego w Czechosłowacji z Polską Partią Socjaldemokratyczną. Na czele ugrupowania stanął dr Jan Buzek, zaś jego wiceprzewodniczącym został związany wcześniej z PPSD Józef Fukała. Funkcję sekretarza generalnego objął Józef Berger.